# Цуй Сяотун
Цуй Сяотун (кит.: 崔晓桐; нар. 21 листопада 1994) — китайська веслувальниця, олімпійська чемпіонка 2020 року, дворазова чемпіонка світу.

## Виступи на Олімпіадах
| Олімпіада  | Дисципліна     | Місце |
| ---------- | -------------- | ----- |
| Токіо 2020 | парні четвірки | 1     |
| Париж 2024 | парні четвірки | 6     |

## Зовнішні посилання
- Цуй Сяотун на сайті FISA.